# Agnès Buzyn
Agnès Buzyn (París; 1 de noviembre de 1962) es profesora universitaria, médica y política especializada en hematología, inmunología y trasplantes. Desde enero de 2021 forma parte de la Organización Mundial de la Salud. Fue ministra de Solidaridad y Salud en los dos gobiernos de Édouard Philippe: nombrada el 17 de mayo de 2017 y confirmada el 21 de junio de 2017.

## Biografía
Buzyn es hija de dos supervivientes del Holocausto, su padre Elie, polaco de Lodz, que sobrevivió a la muerte en el campo de concentración de Buchenwald con 16 años, y dejó la Palestina británica tras la Segunda Guerra Mundial. Se convirtió en un cirujano ortopédico en París y se casó con una mujer judía francesa, Etty, escondida en Francia durante la guerra; se convirtió en una reconocida psicoanalista y escritora.
Buzyn es una cualificada doctora, hematóloga y profesora de Universidad de París V Descartes. Estuvo casada con Pierre-Francois Veil, hijo de la antigua ministra de Salud Simone Veil, que murió en junio de 2017. Tuvieron 2 hijos juntos. Buzyn se casó con Yves Lévy, con quien tiene un hijo. Levy es profesor de inmunología y encabezó el Institut national de la santé et de la recherche médicale (INSERM) desde junio de 2014.

## Trayectoria
En 2008, asumió responsabilidades como miembro de Salud e instituciones públicas nucleares: presidenta del consejo de administración del Instituto de Radioprotección y Seguridad Nuclear (IRSN) (en francés: Institut de radioprotection et de sûreté nucléaire) (2008-2013); miembro del comité de energía nuclear de la Comisión francesa de Energías Alternativas y de Energía Atómica (CEA) (en francés: Comissariat à l'énergie atomique et aux énergies alternatives) (2009-2015); miembro del consejo de administración (2009), vicepresidenta (2010), y presidenta desde 2011 del Instituto Nacional del Cáncer (Inca) (Institut national du cancer).
El 2016, fue nombrada presidenta del alta Autoridad de Salud francesa, siendo la primera mujer en este cargo. Durante varios años fue física sénior e investigadora en el hospital de niños Necker de París, enseñando hematología y trasplantes en la Universidad VI de París.
De 2008 a 2013, presidió la agencia francesa para la Protección y la Seguridad Nuclear contra la Radiación (IRSN), una posición que implicó tranquilizar el público tras el accidente nuclear de Fukushima de Japón en 2011.
El mayo de 2017, el presidente Emmanuel Macron la nombró como ministro de Salud. Buzyn nunca había sido implicada previamente en la política de partido como otros ministros (la ministra de cultura Françoise Nyssen, la campeona de esgrima Olímpica Laura Flessel-Colovic y la estrella de televisión Nicolas Hulot).

## Controversias
Puesto que el ministro de Salud y el ministro de Investigación supervisan el INSERM, ha habido un Conflicto de intereses. El 29 de mayo de 2017, un decreto definió que el primer ministro francés llevaría a cabo la supervisión del INSERM en vez de Buzyn. La prensa francesa ha definido esto como una solución impensable en países anglosajones. Aun así, Buzyn es miembro del comité de investigación encargado de la auditoría de los candidatos a director del INSERM. Varios candidatos decidieron no presentarse al conocer esta información.